# شمس عطار اردبیلی
شمس عطار اردبیلی (متولد اردبیل) از شعرا و عرفای ایرانی است.
او اشعاری به زبان‌های ترکی و فارسی بالاخص در مدیحه‌سرایی و مرثیه سرایی خاندان رسالت قصیده سرایی نموده‌است. تنها نسخه خطی او در کتابخانه، موزه و مرکز اسناد مجلس شورای اسلامی به شماره IR10-12408 ثبت و نگهداری می‌شود. او برای اولین‌بار، جریان‌سازی و مفاهیم تصوف و عرفان را وارد ادبیات مرثیه آذربایجان کرد.

## جلوه‌های کلاسیک و مدرن شعر آیینی
زمانی که بزرگان معرفت و عرفان و ادب اردبیل آغازگر «ادبیات آیینی» شدند استیلای زبان و ادبیات کهن بر آشنایی با اشعار مولانا لازم و ضروری می‌بود چرا که بدون آشنایی با آن نوع ادبیات نمی‌شد سروده‌های بیضای اردبیلی یا شمس عطار اردبیلی را درک کرد. تأثیر خاقانی و نظامی و فضولی و فردوسی بر زبان و اندیشه این شاعران و صمیمیت و خلوص ایشان در تقدیم اشعاری مجاهدانه بر آستان ائمه (ع) چنان بود که جایی برای ضعف و کمبودهای ادبی نمی‌گذاشت.